# Саут Парк (Вајоминг)
Саут Парк (енгл. South Park) насељено је место без административног статуса у америчкој савезној држави Вајоминг.

## Демографија
По попису из 2010. године број становника је 1.731, што је 867 (100,3%) становника више него 2000. године.
| Група             | 2000.       | 2010.         |
| Белци             | 838 (97,0%) | 1.592 (92,0%) |
| Афроамериканци    | 0 (0,0%)    | 1 (0,1%)      |
| Азијати           | 0 (0,0%)    | 9 (0,5%)      |
| Хиспаноамериканци | 6 (0,7%)    | 102 (5,9%)    |
| Укупно            | 864         | 1.731         |